# Chìa vôi vàng phương Đông
Chìa vôi vàng phương Đông hay đơn giản gọi là chìa vôi vàng (tên khoa học: Motacilla tschutschensis) là một loài chim trong họ Motacillidae.